# Joanna I z Nawarry
Joanna z Nawarry (ur. 14 stycznia 1273 w Bar-sur-Seine, zm. 2 kwietnia 1305 w Vincennes) – królowa Nawarry i hrabina Szampanii 1274–1305, królowa Francji 1285–1305.

## Życiorys
Była córką Henryka I Grubego i Blanki, córki Roberta I, hrabiego d'Artois. Po śmierci ojca w 1274 r. odziedziczyła Szampanię i Nawarrę. W okresie małoletności regencję w jej imieniu sprawowała matka. W wieku jedenastu lat, 16 sierpnia 1284 r., została wydana za następcę tronu francuskiego, przyszłego Filipa IV. W wyniku tego małżeństwa Filip został królem Nawarry, jako Filip I, a królestwa Francji i Nawarry aż do 1328 r. łączyli wspólni władcy z dynastii Kapetyngów. Po śmierci teścia, króla Filipa III Śmiałego, Joanna została królową Francji.

## Potomstwo
- Małgorzata (1288–1294)

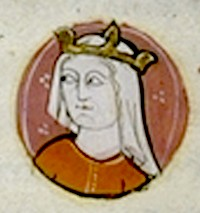
Joanna I z Nawarry

- Ludwik X (4 października 1289 - 5 czerwca 1316), król Francji i Nawarry
- Blanka (1290–1294)
- Filip V (17 listopada 1291 - 3 stycznia 1322), król Francji i Nawarry
- Izabela (1295 - 23 sierpnia 1358), żona Edwarda II, króla Anglii
- Karol IV (18 czerwca 1294 - 1 lutego 1328), król Francji i Nawarry
- Robert (1297–1308)